# 神岡線

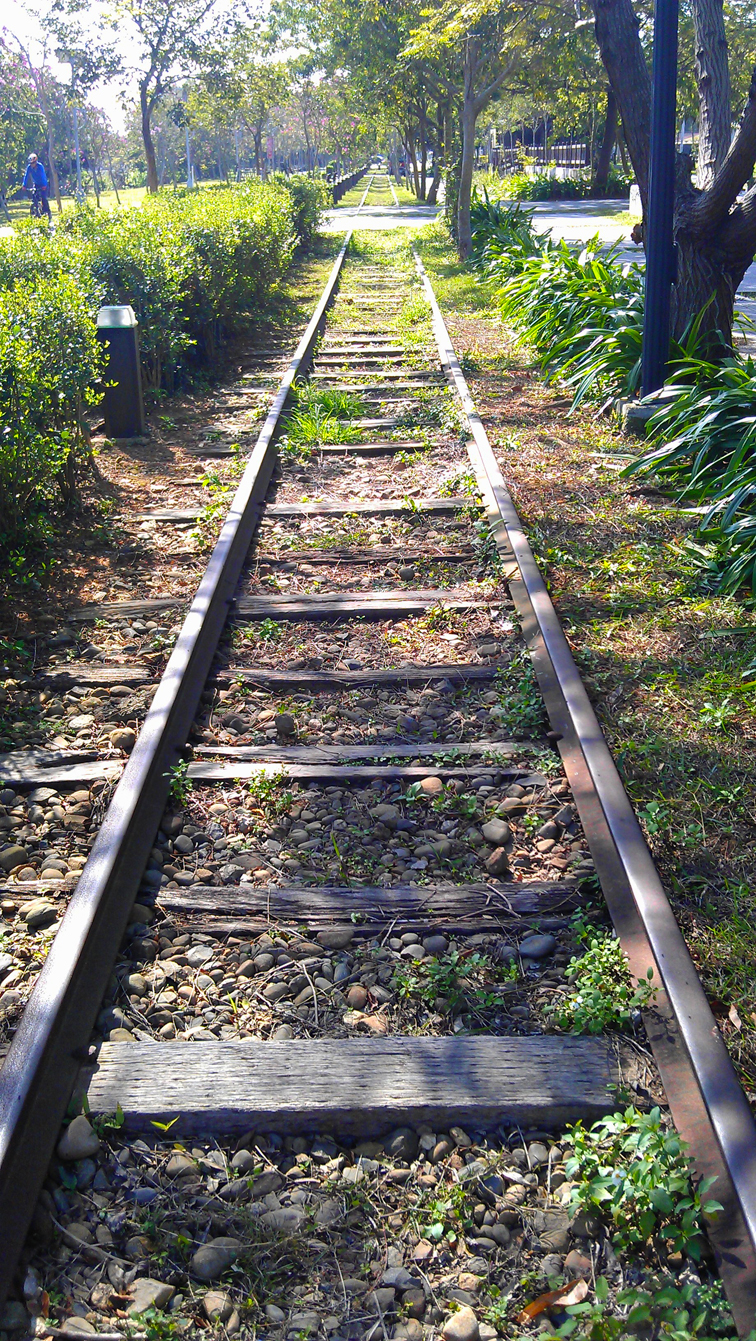
神岡線殘留的鐵軌

神岡線是一條由交通部臺灣鐵路管理局、中華民國國防部共同經營的軍用鐵路貨運支線。路線自潭子站分歧後，向西行進至終點站油庫。全線於1957年3月5日通車，1999年7月1日停駛。舊路基後來變成自行車專用道路「潭雅神自行車道」。

## 路線資料
- 經營管轄：國防部（所有權屬於軍方）
- 路線距離：潭子＝油庫間13.4km 神岡=基地1.6km
- 軌距：1,067毫米
- 車站數：5（含起訖車站；廢止時數目）
- 雙線區間：無，全線單線
- 電化區間：無
- 開業日期:1957年3月5日
- 廢止日期:1999年7月1日

## 使用車輛
- 車頭：R20型柴電機車
- 車廂：平車

## 簡介
- 於1950年代末完工通車[1]。興建時代稱陽明支線、或陽明山計畫鐵路（與臺北市陽明山無關）。任務為支援清泉崗基地的軍用物資及官兵，包括在越南戰爭時期載運美軍物資、國軍車輛運輸等。
- 由潭子站往北前進約800公尺，在台3線（中山路）平交道離開台中線，進入神岡線。
- 因業務量縮減，加上功能逐漸由公路取代，在1999年7月1日宣告停駛，2002年拆除完畢。
- 2004年5月2日，改建成潭雅神自行車道。

## 車站一覽
（包括1999年(民國88年)7月1日停駛前已廢站者）
| 車站名稱 （國音電碼） | 停駛時英譯站名（現行漢語拼音）  | 營業里程 潭子起 | 續接／交會路線及備註       | 所在地   | 所在地         |
| --------------------- | ------------------------------- | --------------- | -------------------------- | -------- | -------------- |
| 潭子（ㄊㄗ）          | Tantze （Tanzi）                | 0.0             | 神岡線起點；可轉乘臺中線。 | 臺 中 縣 | 潭子鄉         |
| 社口號誌 （ㄜㄎ）     | （查證中） （Shekou Singal）    | 4.2             | 號誌站                     | 臺 中 縣 | 神岡鄉         |
| 神岡（ㄕㄍ）          | Shenkang （Shengang）           | 8.7             | 1957年8月21日設站          | 臺 中 縣 | 神岡鄉         |
| 清泉崗（ㄑㄍ）        | Chingchuankang （Qingquangang） | 12.1            | 貨運站                     | 臺 中 縣 | 大雅鄉、沙鹿鎮 |
| 油庫                  | （查證中） （Oil Depot）        | 13.4            | 神岡線終點；貨運站。       | 臺 中 縣 | 大雅鄉         |

### 書籍
- 楊鵬飛. . 1999.
- 鄧志忠; 古庭維. . 2010: 98–105.